# Истанбулска приказка
Истанбулска приказка (на турски: Bir İstanbul Masalı) e турски драматичен сериал, излъчен премиерно през 2003 г. по ATV.

## Сюжет
Богатото семейство Архан, живеещо в Истанбул, притежава голямо имение. Това е любовна история между семейство Архан, благородните и богати собственици на имението, и членовете на семейство Козан, които са обитатели на малка бяла къща, построена за слугите на имението в ъгъла на голямата градина, където се намира имението.

## Актьорски състав
- Мехмет Аслантуг – Селим Архан
- Аху Тюркпенче – Есма Козан Архан
- Четин Текиндор – Йомер Архан
- Алтан Еркекли – Джемал Козан
- Вахиде Перчин – Сузан Козан
- Исмаил Хаджъолу – Озан Козан
- Озан Гювен – Демир Архан
- Арсен Гюрзап – Бехие Архан
- Ясемин Чонка – Чичек Козан
- Томрис Инджер – Небиле Архан
- Ергун Юглю – Теоман Архан
- Есра Ронабар – Бинур Архан
- Фунда Ширинкал – Назлъ Йенидже
- Седа Акман – Пелин
- Идил Фърат – Айлин
- Долунай Сойсерт – Деря
- Зерин Текиндор – Дениз Ханъм
- Усхан Чакър

## В България
В България сериалът започва на 18 октомври 2010 г. по Нова телевизия, като се излъчва всеки делничен ден от 16 часа и завършва на 7 март 2011 г. Повторенията са по Диема Фемили. Ролите са озвучени от артистите Таня Димитрова, Татяна Захова, Васил Бинев, Илиян Пенев и Росен Плосков. Обработката е извършена в Студио Доли.